# Miroslav Barták
Miroslav Barták (* 6. června 1938 Košice) je slovenský a český kreslíř, ilustrátor a humorista.

## Život

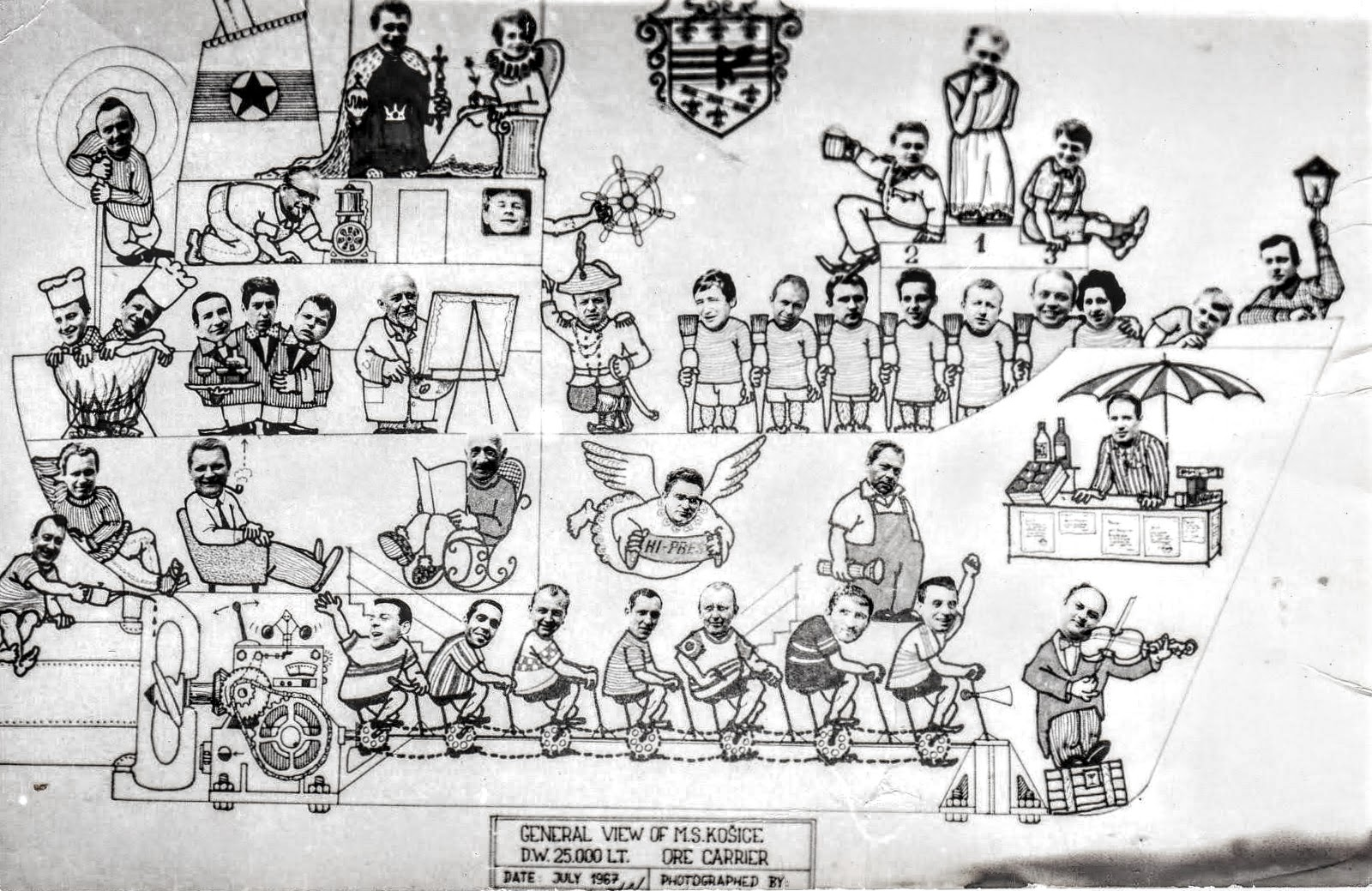
Karikatura posádky námořní lodě Košice, Československá námořní plavba (1967)

Žije v Řevnicích u Prahy, dříve žil v Praze. Původním povoláním je námořník, vystudoval Námořní akademii ve Varně, v Bulharsku. V letech 1960–1969 se plavil na obchodních lodích po světových oceánech jako lodní inženýr. Od roku 1969 však pracuje jako umělec na volné noze. Je autorem kreslených vtipů, které se obejdou beze slov a mají často hořkou příchuť. Absence slov v jeho kresbách činí jeho dílo mezijazykově srozumitelné.
Od roku 1970 je kmenovým spolupracovníkem švýcarského humoristického časopisu Nebelspalter, pracoval též pro curyšský Das Magazin, publikoval ve švýcarském týdeníku Die Weltwoche a v americkém vydání časopisu Reader`s Digest. V Československu se jeho kresby poprvé objevily v Mladém světě (1967), dále pak např. v Lidových novinách, Reportérovi, Hostu do domu, Technickém magazínu, Dikobrazu. Po roce 1989 publikoval např. v časopisech Škrt, KUK, Nový Dikobraz, Podvobraz, Sexbox.
V roce 1990 byl zvolen prvním předsedou České unie karikaturistů, funkci zastával do roku 1998.
Zúčastnil se řady mezinárodních soutěží kresleného humoru (cartoon) v Česku i v zahraničí. Za svou tvorbu získal mnoho ocenění, mj. na Humorestu (2000, 2008), Bienále Písek (2007). Další ocenění:
- 1. května 1988 udělila salonní akademie kresleného humoru Miroslavu Bartákovi čestný titul HUDr. (Doctor Humoris Causa)[11]
- v roce 2005 udělila Česká unie karikaturistů Miroslavu Bartákovi Řád bílé opice za dlouholetý přínos pro činnost České unie karikaturistů, za rozvoj a popularizaci českého kresleného humoru a jeho skvělou reprezentaci v zahraničí[12]
- v roce 2007 získal Miroslav Barták v Holandsku medaili nizozemského karikaturisty Tona Smitse za významný přínos žánru cartoon.[13]

V letech 1969–2023 uspořádal přes 90 samostatných výstav v Evropě, zúčastnil se desítek kolektivních výstav, vydal 11 autorských knih, ilustroval přes 110 knih, ilustroval obaly zvukových nosičů, přispěl svou tvorbou do mnoha sborníků kresleného humoru v Česku i v zahraničí, vytvořil 2 kreslené filmy a 52 krátkých grotesek (blackoutů) pro TV. V roce 1999 vytvořil tři české poštovní známky.

### Samostatné monografie
- Cartoons von Barták, Nebelspalter-Verlag, Rorschach 1979, ISBN 3-85819-020-9
- Neue Cartoons, Nebelspalter-Verlag, Rorschach 1981
- Lesehunger: Cartoons, Rosenheimer, Rosenheim 1989, ISBN 3-475-52635-2
- To je můj případ! Předmluva Ondřej Neff, Novinář, Praha 1989, ISBN 80-7077-072-4
- Televisionen: Ein Medium im Zerrspiegel, W. Lehr, Frankfurt am Main 1996
- Další, prosím... Předmluva František Koukolík, Galén, Praha 2003, ISBN 80-7262-238-2
- a1 - h9. Předmluva Vlastimil Hort, Silvio, Praha 2008, ISBN 978-80-903849-2-7
- A teď už bez legrace! Text Ivan Hanousek, Galén, Praha 2023, ISBN 978-80-7492-657-0

### Samostatné publikace pro děti
- Obrázkolamy, Hevi, Bratislava 1995, ISBN 80-85518-27-9
- Bádanky princezny Hádanky, Hoge, Praha 2004, ISBN 80-903004-1-3
- Vybarvi si zvířátka: Veselé říkanky, verše Petr Sýkora, Plot, Praha 2019, ISBN 978-80-7428-356-7

### Sborníky kresleného humoru
| - Humor a televize, Tiskové a informační oddělení ČT, 1975 - 100x hoří, TEPS, 1978 - Papírový humor, Jihočeské papírny Větřní, 1980 - Poste restante, Slovenské pedagogické nakladateľstvo, Bratislava 1981 - 100 x pojištěný úsměv, Novinář, Praha 1982 - Otevřte a uvidíte, Panorama, Praha 1983 - Von Hund zu Mensch: bissige Karikaturen, Rosenheimer, Rosenheim 1986, ISBN 978-3-475-52522-3 - Kätzereien: Karikaturen rund um die Katze, Rosenheimer, Rosenheim 1986, ISBN 978-3-475-52523-0 - Humorem ke zdraví, Olympia, Praha 1986 - Fitnessen. Der Gesundheitsstress in der Karikatur, Rosenheimer, Rosenheim 1987, ISBN 978-3-475-52555-1 - Veletucet = 144 x Barták, Holý, Hrubý, Jiránek, Matuška, Nepraš, Renčín, Slíva v Technickém magazínu, SNTL, Praha 1988 - Budoucnost je v pojištění, Česká státní pojišťovna / Československá redakce VN MON / Novinář, Praha 1988 - Krakonoše si představuje každý jinak, Česká státní pojišťovna ve vydavatelství Novinář a NVT MON, Praha 1988 - Papírový humor 2, Jihočeské papírny Větřní, 1989 - 100x o láske, Smena, Lidové nakladatelství, Mladá fronta, Naše vojsko, Bratislava / Praha 1989, ISBN 80-221-0018-8 | - Kurventräume: Karikaturen rund ums Motorrad, Rosenheimer, Rosenheim 1991, ISBN 978-3-475-52682-4 - ... genug gelernd: Karikaturen rund um die Schule, Rosenheimer, Rosenheim 1991, ISBN 978-3-475-52705-0 - Jaderný humor, Nuklin, Praha 1992, ISBN 80-7073-042-0 - Světlo a teplo pro váš dům, Agentura CéBé, České Budějovice 1993, ISBN 80-900836-1-7 - Alles Müll - oder was?, Lappan, Oldenburg 1994, ISBN 978-3-89082-501-4 - Hlavně, že jsme zdraví!, Tok, Praha 1999, ISBN 80-86177-05-X - Rolf Lonkowski: Noch schrecklichere Bilder: Meisterwerke des schwarzen Humors, Eulenspiegel Verlag, Berlin 2000, ISBN 978-3-359-00994-8 - Prazdroj českého kresleného humoru: encyklopedie českých karikaturistů, NAVA, Plzeň 2005, ISBN 80-7211-194-9 - Tichý mat: Šachy v kresleném humoru, Pražská šachová společnost, Praha 2008, ISBN 978-80-260-2763-8 - 2cet - Almanach k 20. výročí založení České unie karikaturistů, Česká unie karikaturistů, Praha 2010 - Čtvrt kila ČUK aneb 25 let České unie karikaturistů, Česká unie karikaturistů, Praha 2015 |

### Ilustrace ke knihám
| - Milena Majorová: Dámy a pánové, život začíná, Mladá fronta, Praha 1980 - Gerhard Uhlenbruck: Treffende Zitate zum Thema "Der Mensch und sein Arzt": 3000 Aphorismen, Zitate, Meinungen, Aussprüche, Definitionen, Fragen und Antworten, Ott, Thun 1980, ISBN 978-3-7225-6153-0 - Branná výchova s metodikou: učebnice pro střední pedagogické školy, SPN, Praha (80. léta 20. století, více vydání) - Branná výchova pro první / druhý / třetí ročník středních škol, SPN, Praha (80. léta 20. století, více vydání) - Pavel Augusta a Jindřich Klůna: Nedejme jim šanci, Novinář, Praha 1983 - Alena Tionová; Jarmila Procházková; Anna Létalová: Francouzština pro základní školy s třídami s rozšířeným vyučováním jazyků. Díl 1., SPN, Praha 1983 - Willy Breinholst: Küsse deine Frau: ein Hobbybuch für Ehemänner, Rowohlt, Reinbek bei Hamburg 1983, ISBN 978-3-499-15052-4 - Kniha – přítel člověka, člověk – přítel knihy, Lidové nakladatelství, Praha 1983 - František Nepil: Dobré a ještě lepší jitro, Novinář, Praha 1983 - Petr Hora & kolektiv: Prázdniny se šlehačkou: malá instruktorská čítanka, Mladá fronta, Praha 1984 - Alena Tionová; Jarmila Procházková; Anna Létalová: Francouzština pro základní školy s třídami s rozšířeným vyučováním jazyků. Díl 2., SPN, Praha 1984 - Zdeněk Nádvorník, Zdeněk Šálek: Přes tři schody do života aneb Proč se zmocnit pohybu, Olympia, Praha 1984 - Vádemékum pro každou životní situaci aneb Průvodce životem, Česká státní pojišťovna, Praha 1984 - Ján Majerník, Jiří Baier: O houbách, Lidové nakladatelství, Praha 1984 (druhé, rozšířené vydání této knihy vydalo Lidové nakladatelství v roce 1987 pod názvem Koření; Houby; Víno: 3x ke specialitám sovětské kuchyně) - Jitka Taišlová; Elena Baranová: Francouzština pro základní školy s třídami s rozšířeným vyučováním jazyků. Díl 3., SPN, Praha 1985 - Alena Bahníková, Hana Benešová, Ludmila Ehrenbergerová: Italština, SPN, Praha 1985 - Jan Krůta: Namlouvání, Práce, Praha 1985 - Jitka Taišlová; Elena Baranová: Francouzština pro základní školy s třídami s rozšířeným vyučováním jazyků. Díl 4., SPN, Praha 1986 - Miroslav Plzák: Gordické uzly rovnoprávného párového dorozumívání, Mladá fronta, Praha 1986 - Zálesácký rok, Česká státní pojišťovna GŘ ve spolupráci s československou redakcí VN MON, Praha 1986 - Zum Glück gibt's Bier! / Fritz Herdi sammelte Heiteres rund um den Gerstensaft, Nebelspalter-Verlag, Rorschach 1986, ISBN 978-3-85819-091-8 - Vladimíra Gebhartová: Mijn schatkist: een heel jaar plezier voor kinderen, Thieme, Zutphen 1986, ISBN 90-03-98560-X - 100 přísloví nikoho neumoří: 100 ilustrovaných přísloví v češtině, ruštině, němčině, angličtině, francouzštině, španělštině a latině, Lidové nakladatelství, Praha 1987 - Jitka Taišlová; Elena Baranová: Francouzština pro základní školy s třídami s rozšířeným vyučováním jazyků. Díl 5., SPN, Praha 1988 - Svatopluk Káš: Antologie českého medicínského humoru, Avicenum, Praha 1988 - Jaroslav Štrunc: Pas a pusu, Západočeské nakladatelství, Plzeň 1989 - Božena Sedliská: Slabikář o jablku aneb Rady ze Zahrady Čech: Litoměřice, Zahrada Čech, výstava ovoce, zeleniny, vína, chmele, Státní zemědělské nakladatelství, Praha 1989, ISBN 80-209-0049-7 - Michal Černík: Nebuďte smutní, Československý spisovatel, Praha 1989, ISBN 80-202-0068-1 - Igor Novikov: Černé díry a vesmír, Mladá fronta, Praha 1989, ISBN 80-204-0028-1 - Miroslav Holub: Ne patrně ne: Zcela malá knížka nadávek, zákazů, odkazů apod., Československý spisovatel, Praha 1989, ISBN 80-202-0070-3 - Jan Cimický, Marie Formáčková: Neznáme my se odněkud?, Mona, Praha 1990, ISBN 80-7026-034-3 - Vladimír Petřík, Jaroslav Veis: Čím drží svět pohromadě, Mladá fronta, Praha 1990, ISBN 80-204-0163-6 - Svatopluk Káš, Milan Slavětínský: Medicínské historky z Moravy, Profil, Ostrava 1990, ISBN 80-7034-039-8 - Jan Cornelius: Das schaffst du mit links!: Überleben im Alltagsstress, Rowohlt, Reinbek bei Hamburg 1990, ISBN 978-3-499-12670-3 - Jiří Chum: Jiříkovo vidění, Jihočeské nakladatelství, České Budějovice 1990, ISBN 80-7016-019-5 - Jana Špačková: A teď, babo, raď!: Magazín rozhlasového Vysílání pro ženy. Díl 1., Svět v obrazech, Praha 1991, ISBN 80-85379-13-9 - Jana Špačková: A teď, babo, raď!: Magazín rozhlasového Vysílání pro ženy. Díl 2., Svět v obrazech, Praha 1991, ISBN 80-85379-14-7 - Jiří Hradil: Jak jsme se smáli, abychom se nebáli aneb Lidová tradice z období stagnace, Mladá fronta, Praha 1991, ISBN 80-204-0256-X - Ondřej Neff: Černobílé hodinky, Práce, Praha 1991, ISBN 80-208-0175-8 - Jan Burian: Je tu nějaký zavěšený kafe? (Fejetony 1991), Lidové noviny, Praha 1992, ISBN 80-7106-187-5 - Proletáři všech zemí, odpusťte!, Columbus, Praha 1992, ISBN 80-7136-025-2 - Jiří Dědeček: Písničky, Konvoj, Brno 1992, ISBN 80-85615-11-8 - Carola Biedermannová: Mstivá kantiléna aneb Rigor magoris aneb Feministický nářez, Ivo Železný, Praha 1992, ISBN 80-7116-300-7 - Jan Cornelius: Pack die Koffer, Liebling!: Ein verrücktes Reisebuch, Rowohlt, Reinbek bei Hamburg 1993, ISBN 978-3-499-13197-4 - František David Krch, Iva Málková: SOS nadváha. Průvodce úskalím diet a životního stylu, Granit, Praha 1993, ISBN 80-85805-12-X - 100 ilustrovaných přísloví, Česká expedice / Nakladatelství Fortuna, Praha 1993, ISBN 80-85281-34-1 - Jan Burian: Třetí almanach Burianovy kulturní ozdravovny, Makropulos: Burianova kulturní ozdravovna, Praha 1995, ISBN 80-901776-5-4 - Jiří Menzel: Tak nevím, Motto, Praha 1996, ISBN 80-85872-54-4 - Alena Vališová: Hry s odkrytými kartami aneb otevřená komunikace: cvičebnice pro rozvíjení dobrých mezilidských vztahů, Pansofia, Praha 1996, ISBN 80-85804-80-8 - Vladimír Sainer: Koniny ... a taky blbiny, Nejmenší Nezávislé Nakladatelství, Praha 1996, ISBN 80-901526-3-5 - Eva Králíková, Jiří T. Kozák: Jak přestat kouřit, Maxdorf, Praha 1997, ISBN 80-85800-62-4 - František Koukolík: Mravenec a vesmír 1997: O hvězdách, atomech, životě a vědcích, Vyšehrad, Praha 1997, ISBN 80-7021-182-2 - Radkin Honzák: Komunikační pasti v medicíně: praktický manuál komunikace lékaře s pacientem, Galén, Praha 1997, ISBN 80-85824-60-4 - Zdeněk Fejfar: Srdce v labyrintu světa, Makropulos, Praha 1997, ISBN 80-86003-03-5 - František Koukolík: Kniha o Evě a Adamovi, Makropulos, Praha 1997, ISBN 80-86003-14-0 - Jiří Menzel: Tak nevím podruhé, Motto, Praha 1998, ISBN 80-85872-91-9 - Jan Burian, Lubomír Houdek: Čtvrtý almanach Burianovy kulturní ozdravovny aneb Jak se máte, čemu věříte a jak překonáváte pocity marnosti?, Makropulos: Burianova kulturní ozdravovna, Praha 1998, ISBN 80-86003-18-3 - František Koukolík: O nemocech a lidech, Makropulos, Praha 1998, ISBN 80-86003-20-5 - Jaroslav Hořejší: Moc a nemoc medicíny, Makropulos, Praha 1998, ISBN 80-86003-16-7 - František Koukolík, Pavel Koubský: Šimpanz a vesmír 1998: O hvězdách, atomech, životě a vědcích, Vyšehrad, Praha 1998, ISBN 80-7021-204-7 | - Libuše Koubská, Barbora Osvaldová & co: Než to zapomenem, Makropulos, Praha 1999, ISBN 80-86003-27-2 - Matt Ridley: Červená královna, Mladá fronta, Praha 1999, ISBN 80-204-0825-8 - Hans Bankl: Patolog ví všechno ... ale pozdě: Vesele i vážně o medicíně, Brána, Praha 1999, ISBN 80-7243-027-0 - František Koukolík: Machiaveliánská inteligence: Eseje ze třetí kultury v roce 2000, Makropulos, Praha 1999, ISBN 80-86003-26-4 - Michael Macrone: Od Aristotela k virtuální realitě. Víte, jak to mysleli?, Brána / Euromedia Group – Knižní klub, Praha 1999, ISBN 80-7243-055-6 / ISBN 80-242-0181-X - Václav Flegl: Malý průvodce olympijskými sporty, Albatros, Praha 1999, ISBN 80-00-00749-5 - František Koukolík, Pavel Koubský: Sova a vesmír 1999: O hvězdách, atomech, životě a vědcích, Vyšehrad, Praha 1999, ISBN 80-7021-291-8 - Slavomil Vencl: České exlibris: Historie a současnost, Sdružení českých umělců grafiků Hollar: Nadace Hollar: Památník národního písemnictví, Praha 2000, ISBN 80-902405-3-4 - Autoškola do kapsy, Vogel: BertelsmannSpringer CZ, Praha 2001, ISBN 80-86411-20-6 - Dagmar Pohunková: Sloupky podél cesty: o programech, strukturách a lidech: transformace českého zdravotnictví v kurzívkách Zdravotnických novin 1992-1994, Galén, Praha 2001, ISBN 80-7262-127-0 - Jaroslav Zelinka: Krokodýl ve vaně aneb Jak se stát zoologem amatérem, Plot, Praha 2002, ISBN 80-86523-05-5 - František Koukolík: Josefu Švejkovi je 30 milionů let: Eseje ze třetí kultury v roce 2001/2002, Galén, Praha 2002, ISBN 80-7262-163-7 - Michal Ptáček: Moudrá moudra: 3855 citátů s chytrým rejstříkem, Albatros, Praha 2002, ISBN 80-00-01113-1 - František Koukolík: Homo sapiens stupidus: Eseje ze třetí kultury v roce 2002-2003, Galén, Praha 2003, ISBN 80-7262-237-4 - Skalpel, prosím!: 300 nejlepších doktorských anekdot, Plot, Praha 2004, ISBN 80-86523-30-6 - Jan Nemcik: Die M.O.T.O.R.-Strategie: Durchstarten zum Unternehmenserfolg, GABAL, Offenbach 2004, ISBN 978-3-89749-441-1 - Jiří Ramba: Slavné české lebky: Antropologicko-lékařské nálezy jako pomocníci historie, Galén, Praha 2005, ISBN 80-7262-325-7 - Libor Hlaváček: Mluviti stříbro, mluviti zlato: Slova, gesta a činy v mezilidské komunikaci, VOX, Praha 2005, ISBN 80-86324-45-1 - Iva Málková: Hubneme s rozumem, zdravě a natrvalo, Smart Press, Praha 2005, ISBN 80-239-4112-7 - Jiří Dědeček: Bát se a krást. Sloupky, črty a fejetony z let 1993-2004, Galén, Praha 2005, ISBN 80-7262-310-9 - Karel Plíhal: Jako cool v plotě, Inspiracek, Hradec Králové 2006, ISBN 80-903822-0-7 - Jiří Frank: Námořnické historky z lodí i přístavů, Lika klub, Praha 2006, ISBN 80-86069-42-7 - František Koukolík: Proč se Dostojevskij mýlil?: O vědomí, empatii, altruismu, lásce, zlu a religiozitě, Galén, Praha 2007, ISBN 978-80-7262-482-9 - Igor Pavelčák: Příručka sebeobrany pro učitele a pro statečné rodiče, Tiskárna Ruch, Liberec 2008, ISBN 978-80-7395-299-0 - Martin Reiner: Plachý milionář přichází, Druhé město, Brno 2008, ISBN 978-80-7227-268-6 - Ondřej Sedláček: Povídky přirozené i nadpřirozené, Jalna, Praha 2008, ISBN 978-80-86396-31-6 - Miroslav Kala: Jak jsem se stal chalupářem, Galén, Praha 2010, ISBN 978-80-7262-671-7 - František Nepil: Proč jsem nechodil na Alexandrovce (Pohledy zpátky), XYZ, Praha 2010, ISBN 978-80-7388-439-0 - Zdeněk Jirotka: Muž se psem, XYZ, Praha 2010, ISBN 978-80-7388-428-4 - Vladimír Syrovátka: Život je, když… (1111 sentencí, aforismů a magorismů), V. Syrovátka v produkci nakl. Dokořán, Praha 2010, ISBN 978-80-7363-316-5 - Raimund Vidrányi: Kontrastmittel: zum 80. Geburtstag, Litblockín, Fernwald 2010, ISBN 978-3-932289-41-5 - Karel Kopš, Irena Linhartová: Bohové a hrdinové antických mýtů, Olympia, Praha 2010, ISBN 978-80-7376-249-0 - Robert Novotný: Když Klepiš potkal Klepiš: Sloupky o překládání z let 2008-2011, Galén, Praha 2011, ISBN 978-80-7262-768-4 - Libuše Koubská, František Koukolík: Všechno dopadne jinak: O minulosti, přítomnosti a především o pravděpodobné budoucnosti, Vyšehrad, Praha 2011, ISBN 978-80-7429-176-0 - Jan Cornelius: Über Google, Gott und die Welt: satirische Streifzüge, Pop, Ludwigsburg 2011, ISBN 978-3-86356-017-1 - Vytautas Karalius: Flöhe in der Zwangsjacke: Aphorismen, Paradoxa, ironische Anspielungen: zum 80. Geburtstag, Litblockín, Fernwald 2011, ISBN 978-3-932289-44-6 - Slavomil Vencl: České grafické novoročenky: Minulost a současnost, Nová tiskárna Pelhřimov, spol. s r.o., Pelhřimov 2012, ISBN 978-80-7415-069-2 - Milan Lasica: Dopisy Emilovi, Leda / Rozmluvy, Voznice / Praha 2012, ISBN 978-80-7335-310-0 / ISBN 978-80-87440-49-0 - Václav Rambousek: Všežravý stát, Plot, Praha 2012, ISBN 978-80-7428-124-2 - Pavel Pafko, Jan Králík: Šlo to skoro samo, Paseka, Praha / Litomyšl 2012, ISBN 978-80-7432-210-5 - Jan Cornelius: Heilige und Scheinheilige: ganz weltliche Satiren, Pop, Ludwigsburg 2012, ISBN 978-3-86356-038-6 - Vítězslav Křížek: Skútr ve městě: Příhody městského skútraře, Milpo media, Praha 2012, ISBN 978-80-87040-23-2 - Radkin Honzák: Babičku potrkal jelen aneb Co tomu říkáte, doktore?, Galén, Praha 2012, ISBN 978-80-7262-842-1 - Iva Dostálová, Stephen Douglas: Angličtina pro aktivní seniory, Fragment, Praha 2013, ISBN 978-80-253-1795-2 - Renata Červenková, Radkin Honzák: Všichni žijem’ v blázinci: Současnost očima psychiatra, Vyšehrad, Praha 2014, ISBN 978-80-7429-478-5 - Karel Hvížďala: Osmý den týdne: 52 + 1 fejeton, Novela bohemica, Praha 2015, ISBN 978-80-87683-43-9 - Miroslav Kala: Chalupářův druhý dech, Galén, Praha 2016, ISBN 978-80-7492-239-8 - Petr Feldstein: Dědek na kole: Fejetony s ilustracemi Miroslava Bartáka, Cosmopolis, Praha 2016, ISBN 978-80-271-0021-7 - Roman Pešek: Jak se blázní v době blahobytu aneb Okno do duše psychoterapeuta, Pasparta, Libčice nad Vltavou 2017, ISBN 978-80-88163-43-5 - Slavomil Vencl: Moderní exlibris v českých zemích, Nová tiskárna Pelhřimov, spol. s r.o., Pelhřimov 2018, ISBN 978-80-7415-166-8 - Kolektiv autorů: Farmakologie, Grada Publishing, Praha 2018, ISBN 978-80-247-5558-8 - Radkin Honzák: Babička potrkala dědečka aneb Co tomu říkáte, doktore?, Galén, Praha 2020, ISBN 978-80-7492-466-8 - Martin Jarolímek: O nemoci, která se nazývá schizofrenie: Příručka pro pacienty, jejich blízké a jejich terapeuty, Vyšehrad, Praha 2021, ISBN 978-80-7601-428-2 - Michal Bystrov: Láska, mír a jiná klišé: Sloupky a úvahy z let 2011-2021, Galén, Praha 2021, ISBN 978-80-7492-542-9 - Dalibor Gondík: Ranní špek: 100+1 hádanka na cesty, na chatu, na nervy, pro radost, Radioservis, Praha 2021, ISBN 978-80-88286-29-5 |

### Filmy
- Čtyřikrát do černého (díl Tři rány za korunu), 1978[17]
- Bartakiáda, 1986[18]